# Vårdsätra
Vårdsätra är en bebyggelse i Gottsunda distrikt i Uppsala kommun belägen sydsydväst om centrala Uppsala, vid Vårdsätraviken i Ekoln, en del av Mälaren. Vårdsätra är även en stadsdel i Uppsala. Vårdsätra gränsar i norr till södra delarna av Gottsunda och gränsar i öster till Sunnersta.
I Vårdsätra finns en naturpark, som 1909 blev länets första naturreservat på initiativ av Rutger Sernander.
Vårdsätra klassades av SCB som en tätort till slutet av 2018 då den sammanväxte med tätorten Uppsala

## Historia
Namnet kommer av Vårdsätra gård, belägen vid Vårdsätravikens östra strand, och omgiven av skog med ädellövträd. Gården är omnämnd 1304, och gavs av Gustav II Adolf till riksantikvarien Johannes Buraeus på 1600-talet. Under 1680-talet gjordes gården till berustat säteri, och övertogs av Uppsala universitet 1768.

### Befolkningsutveckling
| Befolkningsutvecklingen i Vårdsätra 1990–2015                   | Befolkningsutvecklingen i Vårdsätra 1990–2015 | Befolkningsutvecklingen i Vårdsätra 1990–2015 | Befolkningsutvecklingen i Vårdsätra 1990–2015 | Befolkningsutvecklingen i Vårdsätra 1990–2015 |
| --------------------------------------------------------------- | --------------------------------------------- | --------------------------------------------- | --------------------------------------------- | --------------------------------------------- |
|                                                                 |                                               |                                               |                                               |                                               |
| År                                                              |                                               |                                               | Folkmängd                                     | Areal (ha)                                    |
| 1990                                                            | 1990                                          |                                               | 158                                           | 26#                                           |
| 1995                                                            | 1995                                          |                                               | 148                                           | 28#                                           |
| 2000                                                            | 2000                                          |                                               | 201                                           | 28                                            |
| 2005                                                            | 2005                                          |                                               | 230                                           | 28                                            |
| 2010                                                            | 2010                                          |                                               | 237                                           | 28                                            |
| 2015                                                            | 2015                                          |                                               | 266                                           | 40                                            |
| Anm.: Ny tätort 2000, sammanväxt 2018 med Uppsala # Som småort. |                                               |                                               |                                               |                                               |